# Ștefan Răchișan
Ștefan Răchișan (n. 23 decembrie 1998, Brașov, România) este un fotbalist român, care joaca pe post de mijlocaș la SR Brașov în Liga a III-a.